# 大邱慶北
大邱慶北（韓語：대구경북）指的是韓國大邱廣域市和慶尚北道這兩個地區。
朝鮮王朝時代朝廷在大邱設立慶尚監營後，大邱開始成爲岭南地方的中心。1896年朝廷實施十三道制後，大邱成為慶尚北道的道府。1981年，大邱廣域市成立，大邱不再隸屬於慶尚北道，但大邱與附近的慶山市和漆谷郡等地依然交流頻繁，而且慶尚北道的道廳也依舊位於大邱。此外慶尚北道和大邱兩地主流民意都支持朴正熙、全斗煥、盧泰愚、金允煥等政治人物。由於慶尚北道在經濟上與大邱有着緊密的關係，因此不斷有人提出再次將這兩個地區合併。
大邱慶北的簡稱「大慶」一詞也被頻繁使用，例如大庆大学就是這麼一個例子。